# 2008年夏季奧林匹克運動會舉重比賽
2008年第29届奥林匹克运动会举重比赛于8月9日至19日在北京航空航天大学体育馆举行。本届奥运会该项目共设置15个小项，有86国家参赛，比赛结果共有18个国家、地区代表队获得奖牌，中国获得奖牌6枚，韩国获得3枚，哈萨克斯坦获得4枚，奖牌数分别列该项目的前1至3位；获得金牌的有7个国家，其中中国5枚、中華民國1枚、韩国2枚，哈萨克斯坦、白俄罗斯、朝鲜、德国和泰国五国各1枚。
国际奥林匹克委员会後來以新技術複檢本屆參賽運動員的藥檢樣本，發現多名獎牌得主的樣本含有禁藥，相關運動員的獎牌先後被宣佈取消。

## 奖牌榜
| 排名 | 国家／地区 | 金牌 | 银牌 | 铜牌 | 總數 |
| ---- | ---------- | ---- | ---- | ---- | ---- |
| 1    | 中国       | 5    | 1    | 0    | 6    |
| 2    | 韩国       | 2    | 2    | 0    | 4    |
| 3    | 朝鲜       | 1    | 1    | 0    | 2    |
| 3    | 中华台北   | 1    | 1    | 0    | 2    |
| 4    | 泰国       | 1    | 0    | 2    | 3    |
| 5    | 波兰       | 1    | 0    | 1    | 2    |
| 6    | 白俄罗斯   | 1    | 0    | 0    | 1    |
| 6    | 德国       | 1    | 0    | 0    | 1    |
| 8    | 俄罗斯     | 0    | 3    | 0    | 3    |
| 9    | 亚美尼亚   | 0    | 1    | 1    | 2    |
| 9    | 哥伦比亚   | 0    | 1    | 1    | 2    |
| 11   | 法国       | 0    | 1    | 0    | 1    |
| 11   |            | 0    | 1    | 0    | 1    |
| 11   |            | 0    | 1    | 0    | 1    |
| 11   | 萨摩亚     | 0    | 1    | 0    | 1    |
| 11   | 越南       | 0    | 1    | 0    | 1    |
| 16   | 古巴       | 0    | 0    | 3    | 3    |
| 16   | 印度尼西亚 | 0    | 0    | 3    | 3    |
| 18   | 加拿大     | 0    | 0    | 1    | 1    |
| 18   | 西班牙     | 0    | 0    | 1    | 1    |
| 18   | 拉脱维亚   | 0    | 0    | 1    | 1    |
| 18   | 尼日利亚   | 0    | 0    | 1    | 1    |
| 总计 | 总计       | 13   | 15   | 15   | 43   |

## 參賽資格

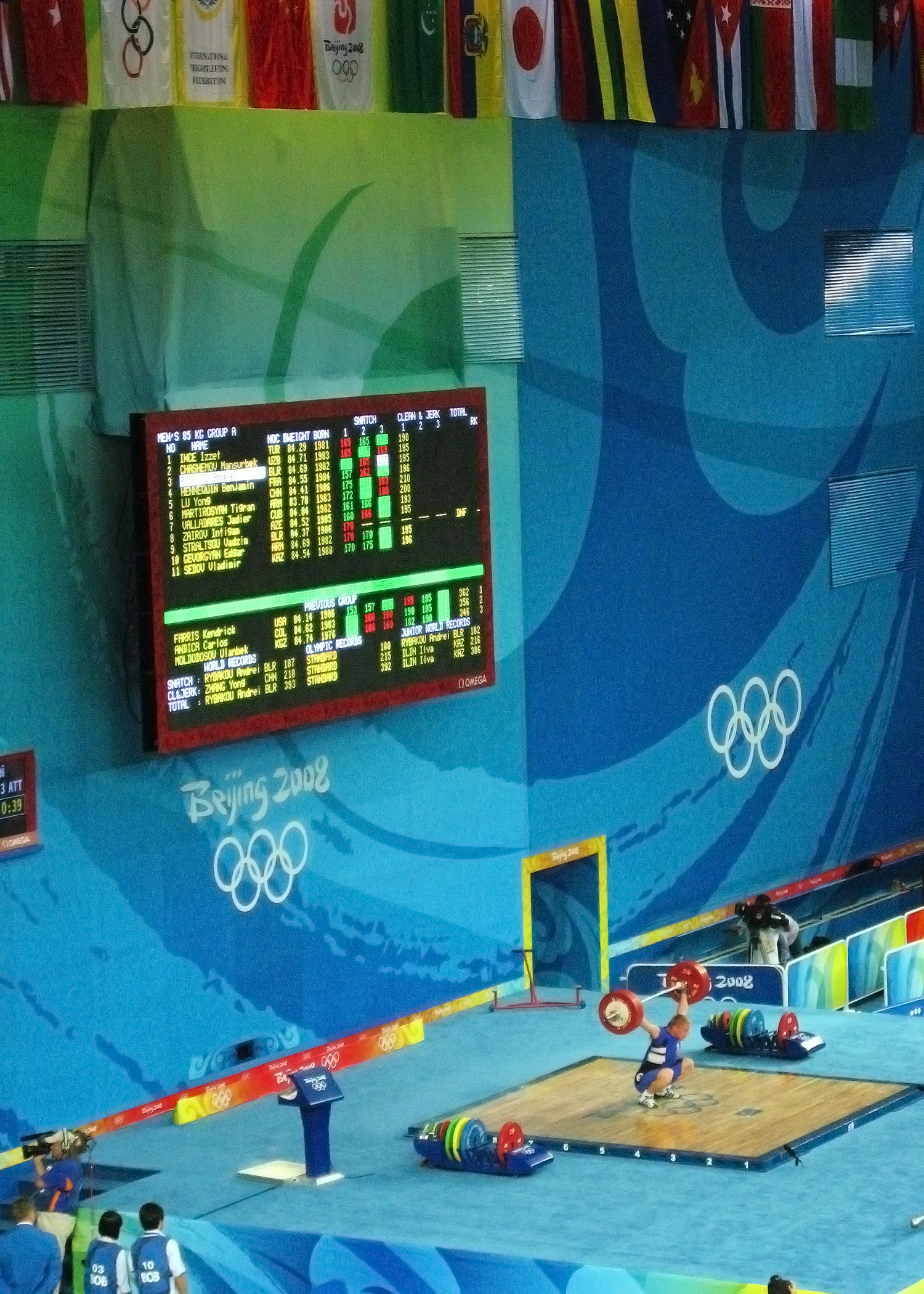
2008年8月15日男子85公斤级比赛现场

本屆奧運的舉重比賽共有260個名額。當中，男子估170席，而女子則有90席。
- 男子：

| 日期            | 賽事名稱               | 出線名額 |
| 2006年－ 2007年 | 世界錦標賽團體得分名次 | 120      |
|                 | 大洲資格賽             | 30       |
|                 | 個人排名賽             | 8        |
|                 | 外卡                   | 6        |
|                 | 主辦國                 | 6        |

- 女子：

| 日期            | 賽事名稱               | 出線名額 |
| 2006年－ 2007年 | 世界錦標賽團體得分名次 | 57       |
|                 | 大洲資格賽             | 18       |
|                 | 個人排名賽             | 7        |
|                 | 外卡                   | 4        |
|                 | 主辦國                 | 4        |

## 各項成績

### 男子
| 項目                  | 金牌                | 金牌                                                | 银牌                   | 银牌                                       | 铜牌                       | 铜牌                                   |
| 56公斤級（詳細）      | 龍清泉（中国）      | 抓舉： 132kg(JWR) 挺舉： 160kg 總計： 292kg(JWR)    | 黃英俊（越南）         | 抓舉： 130kg 挺舉： 160kg 總計： 290kg     | 埃科·尤利·伊拉万（印度尼西亚）   | 抓舉： 130kg 挺舉： 158kg 總計： 288kg |
| 62公斤級（詳細）      | 張湘祥（中国）      | 抓舉： 143kg 挺舉： 176kg 總計： 319kg              | 迭戈·（哥伦比亚）      | 抓舉： 138kg 挺舉： 167kg 總計： 305kg     | （印度尼西亚）             | 抓舉： 135kg 挺舉： 163kg 總計： 298kg |
| 69公斤級（詳細）      | 廖輝（中国）        | 抓舉： 158kg 挺舉： 190kg 總計： 348kg              | 旺斯拉·达巴亚－蒂安切（法国）        | 抓舉： 151kg 挺舉： 187kg 總計： 338kg     | 空缺                       |                                        |
| 77公斤級（詳細）      | 史載赫（韩国）      | 抓舉： 163kg 挺舉： 203kg 總計： 366kg              | 李宏利（中国）         | 抓舉： 168kg 挺舉： 198kg 總計： 366kg     | 格沃尔格·达夫强（亚美尼亚）      | 抓舉： 165kg 挺舉： 195kg 總計： 360kg |
| 85公斤級（詳細）      | 陸永（中国）        | 抓舉： 180kg 挺舉： 214kg 總計： 394kg(WR)          | 安德烈·（白俄罗斯）[c] | 抓舉： 185kg 挺舉： 209kg 總計： 394kg(WR) | 季格兰·瓦尔班·马尔季罗相（亚美尼亚） | 抓舉： 177kg 挺舉： 203kg 總計： 390kg |
| 94公斤級（詳細）      | 伊利亚·伊利英（）[a]      | 抓舉： 180kg 挺舉： 226kg 總計： 406kg              | 希蒙·（波兰）          | 抓舉： 179kg 挺舉： 224kg 總計： 403kg     | 哈吉穆拉特·阿卡耶夫（俄罗斯）[c]   | 抓舉： 185kg 挺舉： 217kg 總計： 402kg |
| 105公斤級（詳細）     | 安德烈·（白俄罗斯） | 抓舉： 200kg(WR) 挺舉： 236kg (WR) 總計： 436kg(WR) | 德米特里·（俄罗斯）    | 抓舉： 193kg 挺舉： 230kg 總計： 423kg     | 德米特里·（俄罗斯）[c]     | 抓舉： 190kg 挺舉： 230kg 總計： 420kg |
| 105公斤以上級（詳細） | 马蒂亚斯·施泰纳（德国）   | 抓舉： 203kg 挺舉： 258kg 總計： 461kg              | 叶夫根尼·奇吉舍夫（俄罗斯）    | 抓舉： 210kg 挺舉： 250kg 總計： 460kg     | 维克托斯·谢尔巴蒂斯（拉脱维亚）      | 抓舉： 206kg 挺舉： 242kg 總計： 448kg |

### 女子
| 項目                 | 金牌               | 金牌                                               | 银牌                  | 银牌                                   | 铜牌                   | 铜牌                                   |
| 48公斤級（詳細）     | 陈苇绫（中华台北） | 抓舉： 84kg 挺舉： 112kg 總計： 196kg              | 空缺[b]               |                                        |                        |                                        |
| 53公斤級（詳細）     | （泰国）           | 抓舉： 95kg 挺舉： 126kg(OR) 總計： 221kg          | 尹真熙（韩国）        | 抓舉： 94kg 挺舉： 119kg 總計： 213kg  | （白俄罗斯）           | 抓舉： 95kg 挺舉： 118kg 總計： 213kg  |
| 58公斤級（詳細）     | 陈艳青（中国）     | 抓舉： 106kg 挺舉： 138kg(OR) 總計： 244kg(OR)     | 空缺                  |                                        | 吴正爱（朝鲜）         | 抓舉： 95kg 挺舉： 131kg 總計： 226kg  |
| 63公斤級（詳細）     | 朴贤淑（朝鲜）     | 抓舉： 106kg 挺舉： 135kg 總計： 241kg             | 盧映錡（中华台北）    | 抓舉： 104kg 挺舉： 127kg 總計： 231kg | 空缺                   |                                        |
| 69公斤級（詳細）     | 空缺               |                                                    | 奥克萨娜·斯利文科（俄罗斯）   | 抓舉： 115kg 挺舉： 140kg 總計： 255kg | 纳塔利娅·达维多娃（乌克兰）[c] | 抓舉： 115kg 挺舉： 135kg 總計： 250kg |
| 75公斤級（詳細）     | 空缺               |                                                    | 阿拉·（）             | 抓舉： 119kg 挺舉： 147kg 總計： 266kg | 空缺                   |                                        |
| 75公斤以上級（詳細） | 张美兰（韩国）     | 抓舉： 140kg(WR) 挺舉： 186kg(WR) 總計： 326kg(WR) | 奥莉加·科罗布卡（乌克兰） [c] | 抓舉： 124kg 挺舉： 153kg 總計： 277kg | 玛丽亚·格拉博韦特斯卡娅（） [c]        | 抓舉： 120kg 挺舉： 150kg 總計： 270kg |

註解
- a  預計取消資格因為2016年6月17日宣布重新藥檢呈現陽性。國際奧委會宣布將由國際舉重總會處理。[2]
- b  西貝爾·厄茲坎 (TUR) 被取消資格因為違反禁藥規定。[3]
- c  預計取消資格因為2016年8月24日宣布重新藥檢呈現陽性。國際奧委會宣布將由國際舉重總會處理。[4]

## 外部連結
- 本屆奧運各項項目比賽時間表